# Clifford Chilcott
Clifford Watts Jones-Chilcott, noto come Cliff Chilcott (Blackpool, 28 giugno 1898 – Toronto, 18 luglio 1970), è stato un lottatore canadese, specializzato nella lotta libera.

## Biografia
Rappresentò la Canada ai Giochi olimpici estivi di Parigi 1924, in cui fu estromesso in semifinale dal tabellone principale del torneo dei pesi piuma dallo statunitense Robin Reed, poi vincitore della medaglia d'oro, dopo aver superato l'italiano Fernando Cavallini agli ottavi e l'australiano Claude Angelo ai quarti. Nel round per il secondo posto venne eliminato in semifinale dal giapponese Katsutoshi Naito, poi vincitore del bronzo.
Ai Giochi dell'Impero Britannico di Hamilton 1930 vinse l'oro nei pesi piuma.

## Palmarès
| Anno | Manifestazione                | Sede   | Evento     | Risultato | Note |
| ---- | ----------------------------- | ------ | ---------- | --------- | ---- |
| 1924 | Giochi olimpici               | Parigi | Pesi piuma | 4º        |      |
| 1930 | Giochi dell'Impero Britannico | Parigi | Pesi piuma | Oro       |      |